# Les Schtroumpfs et le Livre qui dit tout
Les Schtroumpfs et le Livre qui dit tout est le vingt-sixième album, et la quatre-vingt-dixième histoire, de la série de bande dessinée Les Schtroumpfs originellement créée par Peyo. Publié en 2008 aux éditions Le Lombard, l'album est scénarisé par Alain Jost et Thierry Culliford et illustré par Pascal Garray.
Le récit évoque la réaction des Schtroumpfs face à un « Livre qui dit tout » découvert dans le laboratoire du Grand Schtroumpf. Ce livre donne des informations utiles et pertinentes, sans que les Schtroumpfs ne s'avisent des conséquences néfastes que cela occasionne.

## Résumé
Le Grand Schtroumpf part faire des expériences chez le mage Homnibus et demande à tous les schtroumpfs de ne pas faire de bêtises en son absence. Peine perdue, le Schtroumpf à lunettes, en voulant nettoyer son laboratoire, découvre un livre magique qui répond à toutes les questions qu'on lui pose. Arrivent tour à tour le Schtroumpf costaud, le Schtroumpf cuisinier, le Schtroumpf gourmand, la Schtroumpfette et le Schtroumpf coquet qui apprennent l'existence du livre ; bientôt tout le village est au courant.
Le Schtroumpf à lunettes, jugeant ses frères trop excités, profite de la pause déjeuner pour emporter le livre chez lui. Le livre prétend être plus intelligent que tout le monde, y compris le Grand Schtroumpf qui, selon lui, le cacha par peur d'être « détrôné ». Les Schtroumpfs décident de récupérer le livre mais le Schtroumpf à lunettes crée un « mot de passe » : pour y accéder, il faudra passer par son intermédiaire. Il promet toutefois aux autres l'accès au livre s'ils se comportent bien.
Afin de prodiguer son savoir tranquillement, le Schtroumpf à lunettes, sur les conseils du livre, décide de s'installer dans la vieille tour. Celle-ci étant vétuste, le Schtroumpf bricoleur accepte de la réparer, bientôt aidé par d'autres Schtroumpfs qui y voient leur intérêt. Réticent à toute connivence, le Schtroumpf costaud finit lui-aussi par céder aux caprices du Schtroumpf à lunettes et peut trouver, grâce au livre, les ingrédients pour confectionner une pommade fortifiante.
Le Schtroumpf à lunettes prend comme assistant le Schtroumpf bêta (« obéissant et pas très malin ») et une fois la tour achevée, les consultations débutent. Tous les jours, les Schtroumpfs font désormais la queue tôt le matin et ne font plus rien sans consulter le livre magique. Ceci bouleverse le quotidien du village et crée des tensions entre voisins. Qui plus est, le Schtroumpf à lunettes abuse de son pouvoir nouvellement acquis. Ainsi il est devenu un véritable « oracle », costume compris avec couleur mauve et toque de justice, étant désormais le seul intermédiaire entre les Schtroumpfs et la parole du livre magique.
Le Grand Schtroumpf rentre inopinément et constate bien vite le désordre au village. Il trouve également la Schtroumpfette en pleurs car ses cheveux ont déteint, tout comme le Schtroumpf coquet qui dissimule son visage criblé de boutons sous un sac. Tous deux ont utilisé une lotion prescrite par le livre. Le Grand Schtroumpf leur explique alors que le livre est dangereux : s'il donne réponse à tout, il n'en prévient pas les conséquences. Il décide donc de reprendre le livre au Schtroumpf à lunettes mais ce dernier refuse catégoriquement. Le Grand Schtroumpf tente alors de convaincre les autres Schtroumpfs mais devant leurs réticences, il s'énerve et fait un malaise. Il se réveille plus tard et découvre que le Schtroumpf costaud a des courbatures, lui aussi à cause des méfaits du livre. Devant le refus des autres Schtroumpfs d'accepter l'évidence, le Grand Schtroumpf décide alors de prendre ses distances et part s'installer dans une grotte du Mont Schtroumpf.
Le lendemain, il prépare des remèdes pour la Schtroumpfette, le Schtroumpf costaud et le Schtroumpf coquet mais doit également bientôt soigner le Schtroumpf peintre à son tour malade. Qui plus est, une nuit entière de pluie a fortement grossi la rivière et personne n'a surveillé le niveau du barrage. L'édifice menaçant de rompre et d'inonder le village, le Grand Schtroumpf se rend à la tour et ramène les Schtroumpfs pour évacuer le plus d'eau possible. Le Schtroumpf à lunettes, constatant avec effarement que les Schtroumpfs obéissent toujours au Grand Schtroumpf, descend enfin de sa tour, livre en main. Il dit à tous qu'il faut consulter le livre avant d'agir mais ce contretemps finit par provoquer la rupture du barrage. Les Schtroumpfs se mettent à l'abri mais une vague emporte le Schtroumpf à lunettes. Celui-ci échoue sur un rocher, se retrouvant en compagnie du Bébé Schtroumpf qui a échappé à la surveillance de tous.
Encerclé par un torrent d'eau en furie, le Schtroumpf à lunettes consulte une nouvelle fois le livre : ce dernier répond qu'il ne peut se sauver tout en portant le livre et le bébé à la fois, et lui demande... d'abandonner le Bébé Schtroumpf. Devant la demande inacceptable du livre, le Schtroumpf à lunettes retrouve sa lucidité et jette le livre magique à l'eau. Il parvient ainsi à regagner la rive avec le Bébé Schtroumpf dans ses bras. D'autres Schtroumpfs sont là pour les aider et le Schtroumpf à lunettes admet sa faute devant le Grand Schtroumpf et ses frères. Le Schtroumpf à lunettes décide alors qu'il écrira une vaste encyclopédie qui rassemblera toutes les connaissances des Schtroumpfs. Au fond de la rivière git désormais le livre en train de se désagréger.

## Autour de l'album
- Le fait que le livre qui dit tout semble disposer d'une certaine forme de conscience  et ne contient que des pages blanches qui se remplissent toutes seules quand on pose une question rappelle le journal de Tom Jedusor dans Harry Potter et la chambre des Secrets.
- L'avant-dernière case de la sixième planche révèle de manière authentique l'invention du mot "schtroumpf" par Peyo, lorsque ne trouvant pas le mot "salière", il le remplaça par le mot "schtroumpf".[réf. souhaitée]
- Un schtroumpfs pose une question au livre dont aucune réponse n'a été donnée ou montrée dans les albums précédents c'est «comment faire pour que la Schtroumpfette m'aime?» et le livre répond «pour être aimé de la Schtroumpfette il faudrait cumuler les qualités de tout les schtroumpfs sans avoir un seul de leurs défauts».